# Арыкты
Арыкты (каз. Арықты) — село в Коргалжынском районе Акмолинской области Казахстана. Административный центр Арыктинского сельского округа. Код КАТО — 116035100.

## География
Село расположено в восточной части района, на расстоянии примерно 38 километров (по прямой) к востоку от административного центра района — села Коргалжын.
Абсолютная высота — 346 метров над уровнем моря.
Климат холодно-умеренный, с хорошей влажностью. Среднегодовая температура воздуха положительная и составляет около 4,5°С. Среднемесячная температура воздуха в июле достигает +21,0°С. Среднемесячная температура января составляет около -14,0°С. Среднегодовое количество осадков составляет около 375 мм. Основная часть осадков выпадает в период с июня по июль.
Ближайшие населённые пункты: село Кенбидаик — на северо-востоке, село Садырбай — на западе, село Екпинди — на юге.
Через село проходит автодорога областного значения — КС-16 «Коргалжын — Арыкты — Сабынды».

### Улицы[4]
- ул. Абая Кунанбаева,
- ул. Джамбула Джабаева,
- ул. Ленина,
- ул. Толеубаева Жакана.

Всего — 4 улиц.

## Население
В 1989 году население села составляло 1755 человек (из них казахи — 69%).

В 1999 году население села составляло 1328 человек (632 мужчины и 696 женщин). По данным переписи 2009 года, в селе проживало 911 человек (439 мужчин и 472 женщины).
| Численность населения | Численность населения | Численность населения |
| 1989                  | 1999                  | 2009                  |
| --------------------- | --------------------- | --------------------- |
| 1755                  | ↘1328                 | ↘911                  |